# Una O'Connor
Una O'Connor, pseudonimo di Agnes Teresa McGlade (Belfast, 23 ottobre 1880 – New York, 4 febbraio 1959), è stata un'attrice irlandese che, dagli anni trenta al 1957, ha girato 84 film, in prevalenza negli Stati Uniti. 
Attrice caratterista molto quotata, lavorò con Alfred Hitchcock, James Whale, John Ford, Mervyn LeRoy, Raoul Walsh, Edmund Goulding, Billy Wilder.

## Biografia
Nata a Belfast in una famiglia cattolica e nazionalista, venne educata alla St. Vincent's National School. Cambiò il proprio nome in Una O'Connor quando cominciò la carriera di attrice all'Abbey Theatre di Dublino. Interprete teatrale, lavorò in Irlanda e in Inghilterra. Debuttò nel cinema nel 1930, in Dark Red Roses, e comparendo subito dopo nel film Omicidio! di Alfred Hitchcock. Il successo e l'interesse per la carriera cinematografica arrivarono però solo tre anni dopo, quando Hollywood le offrì di riprendere un suo ruolo di successo ricoperto in Cavalcata, una commedia di Noël Coward. La sua interpretazione venne accolta molto favorevolmente e l'attrice decise di rimanere negli Stati Uniti.
Diventò una delle caratteriste più quotate del cinema statunitense e fu diretta dai maggiori registi di Hollywood. Continuò anche la sua carriera teatrale, riscuotendo grande successo in Testimone d'accusa di Agatha Christie, che venne replicato a Broadway per ben due anni, dal 1954 al 1956. Negli ultimi anni, l'attrice lavorò anche per la tv. Il suo ultimo ruolo sullo schermo fu quello della governante Janet McKenzie in Testimone d'accusa (1957), la versione cinematografica del suo cavallo di battaglia teatrale, film dove fu diretta da Billy Wilder. Mai sposatasi, non ebbe figli; morì nel 1959, a New York, per cardiopatia, all'età di 78 anni. Venne sepolta al Calvary Cemetery, nel Queens, a New York.

## Filmografia

### Cinema
- La moglie del fattore (The Farmer's Wife), regia di Alfred Hitchcock (1928)
- Dark Red Roses, regia di Sinclair Hill (1930)
- Omicidio! (Murder!), regia di Alfred Hitchcock (1930)
- To Oblige a Lady, regia di Manning Haynes (1931)
- Cavalcata (Cavalcade), regia di Frank Lloyd (1933)
- Crociera di piacere (Pleasure Cruise), regia di Frank Tuttle (1933)
- Timbuctoo, regia di Walter Summers e Arthur B. Woods (1933)
- Horse Play, regia di Edward Sedgwick (1933)
- Mary Stevens, M.D., regia di Lloyd Bacon (1933)
- L'uomo invisibile (The Invisible Man), regia di James Whale (1933)
- The Poor Rich, regia di Edward Sedgwick (1934)
- Orient Express, regia di Paul Martin (1934)
- All Men Are Enemies, regia di George Fitzmaurice (1934)
- Stingari il bandito sentimentale (Stingaree), regia di William A. Wellman (1934)
- Incatenata (Chained), regia di Clarence Brown (1934)
- La famiglia Barrett (The Barretts of Wimpole Street), regia di Sidney Franklin (1934)
- Father Brown, Detective, regia di Edward Sedgwick (1934)
- Davide Copperfield (The Personal History, Adventures, Experience, & Observation of David Copperfield the Younger), regia di George Cukor (1935)
- La moglie di Frankenstein (Bride of Frankenstein), regia di James Whale (1935)
- Il traditore (The Informer), regia di John Ford (1935)
- Thunder in the Night, regia di George Archainbaud (1935)
- The Perfect Gentleman, regia di Tim Whelan (1935)
- Rose Marie, regia di W. S. Van Dyke (1936)
- Lord Fauntleroy (Little Lord Fauntleroy), regia di John Cromwell (1936)
- Il mio amore eri tu (Suzy), regia di George Fitzmaurice (1936)
- I Lloyds di Londra (Lloyd's of London), regia di Henry King (1936)
- L'aratro e le stelle (The Plough and the Stars), regia di John Ford (1936)
- Proprietà riservata (Personal Property), regia di W.S. Van Dyke (1937)
- Call It a Day, regia di Archie Mayo (1937)
- La leggenda di Robin Hood (The Adventures of Robin Hood), regia di Michael Curtiz e William Keighley (1938)
- Return of the Frog, regia di Maurice Elvey (1938)
- Non siamo soli (We Are Not Alone), regia di Edmund Goulding (1939)
- All Women Have Secrets, regia di Kurt Neumann (1939)
- His Brother's Keeper, regia di Roy William Neill (1940)
- It All Came True, regia di Lewis Seiler (1940)
- Il romanzo di Lillian Russell (Lillian Russell), regia di Irving Cummings (1940)
- Lo sparviero del mare (The Sea Hawk), regia di Michael Curtiz (1940)
- Ha da venì (He Stayed for Breakfast), regia di Alexander Hall (1940)
- Bionda fragola (The Strawberry Blonde), regia di Raoul Walsh (1941)
- Her First Beau, regia di Theodore Reed (1941)
- Kisses for Breakfast, regia di Lewis Seiler (1941)
- Three Girls About Town, regia di Leigh Jason (1941)
- Sempre nel mio cuore (Always in My Heart), regia di Jo Graham (1942)
- Prigionieri del passato (Random Harvest), regia di Mervyn LeRoy (1942)
- My Favorite Spy, regia di Tay Garnett (1942)
- Per sempre e un giorno ancora (Forever and a Day), regia di Edmund Goulding e Cedric Hardwicke (1943)
- Questa terra è mia (This Land Is Mine), regia di Jean Renoir (1943)
- Marito a sorpresa (Holy Matrimony), regia di John M. Stahl (1943)
- Se non ci fossimo noi donne (Government Girl), regia di Dudley Nichols (1943)
- Lo spettro di Canterville (The Canterville Ghost), regia di Jules Dassin (1944)
- Lacrime e sorrisi (My Pal Wolf), regia di Alfred L. Werker (1944)
- Il sergente e la signora (Christmas in Connecticut), regia di Peter Godfrey (1945)
- Le campane di Santa Maria (The Bells of St. Mary's), regia di Leo McCarey (1945)
- Fra le tue braccia (Cluny Brown), regia di Ernst Lubitsch (1946)
- Schiavo d'amore (Of Human Bondage), regia di Edmund Goulding (1946)
- Child of Divorce, regia di Richard Fleischer (1946)
- Il ritorno di Montecristo (The Return of Monte Cristo), regia di Henry Levin (1946)
- Unexpected Guest, regia di George Archainbaud (1947)
- Luna di miele perduta (Lost Honeymoon), regia di Leigh Jason (1947)
- Piccolo cuore (Banjo), regia di Richard Fleischer (1947)
- Il segreto di Mary Harrison (The Corpse Came C.O.D.), regia di Henry Levin (1947)
- La sfinge del male (Ivy), regia di Sam Wood (1947)
- Domani saranno uomini (Fighting Father Dunne), regia di Ted Tetzlaff (1948)
- Le avventure di Don Giovanni (Adventures of Don Juan), regia di Vincent Sherman (1948)
- Ha da venì... don Calogero regia di Vittorio Vassarotti (1951)
- Testimone d'accusa (Witness for the Prosecution) regia di Billy Wilder (1957)

### Televisione
- Lights Out – serie TV, episodio 2x30 (1950)

## Doppiatrici italiane
Nelle versioni in italiano delle opere in cui ha recitato, Una O'Connor è stata doppiata da:
- Clara Ristori in La moglie di Frankenstein, Sfinge del male, Il ritorno di Montecristo, I Lloyds di Londra (riedizione), Il sergente e la signora, Lo spettro di Canterville, Testimone d'accusa
- Lola Braccini in La leggenda di Robin Hood, Le avventure di Don Giovanni
- Francesca Palopoli in L'uomo invisibile (ridoppiaggio), Le avventure di Don Giovanni (ridoppiaggio)
- Wanda Capodaglio in Bionda fragola
- Flaminia Jandolo in La moglie di Frankenstein (ridoppiaggio)